# جيرالدين لوهورن
جيرالدين جيري لوهورن (31 ديسمبر 1916 - 3 يوليو 2016) كانت شخصية بارزة في مجتمع الصم والبكم الأمريكي، فنانة وممثلة وعازفة بيانو ثم معلمة في معهد هادلي للمكفوفين وضعاف البصر. في سن 67 عامًا، أصبحت أول أمريكية من أصل أفريقي صماء ومكفوفة تحصل على شهادة جامعية في الولايات المتحدة الأمريكية.

## سيرة

### وقت مبكر من الحياة
ولدت جيرالدين جيري لوهورن في 31 ديسمبر 1916، في دايتون، أوهايو، لوالديها بيرل ووكر وويليام بيرت لوهورن. كان والداها موسيقيين، وفي ذلك الوقت كانا مديرين لدار سينما في دايتون. كان لديها شقيقان أكبر منها، ميلفين وويندل لوهورن.
قضت جيرالدين طفولتها بين دايتون وشيكاغو. عندما كانت تبلغ من العمر ثمانية عشر شهرًا، استقرت عائلتها في شيكاغو، حيث بدأوا في تجارة الحلويات. بعد طلاق والديها في عام 1922، عادت جيرالدين إلى دايتون مع والدتها وبدأت المدرسة الابتدائية. لكن تجربة مؤلمة أجبرتها على العودة إلى شيكاغو، حيث عاشت مع والدتها وإخوتها. خلال فترة الكساد الأعظم التي بدأت في عام 1929، واجهت عائلة لوهورن صعوبات مالية. فتحت بيرل ووكر صالون تجميل في شقتها لكسب بعض المال والحصول على الوقت لرعاية أطفالها.

### الإعاقة والمدرسة
كانت جيرالدين تبلغ من العمر ثماني سنوات تقريبًا عندما اكتشف الأطباء أنها تعاني من حالة في العين. لم تكن تستطيع الرؤية بشكل جيد، وواجهت صعوبات في القراءة. حضرت جيرالدين العديد من اجتماعات الكنيسة لأن والديها اعتقدا أن الدين يمكن أن يساعدها. عندما كانت في الثانية عشرة من عمرها، فقدت جيرالدين بصرها، ولكنها لا تزال قادرة على إدراك بعض وميض الضوء. ولم يتمكن الأطباء من العثور على سبب عمىها أبدًا. ونتيجة لذلك، التحقت بغرفة إنقاذ البصر في مدرسة شيروود جرامر والتي وفرت بعض التسهيلات للتلاميذ ضعاف البصر. كان على جيرالدين أن تتعلم لغة برايل، لكنها كانت لا تزال تتلقى دروسًا مع طلاب مبصرين. لم يكن اندماجها في المدرسة سهلاً: ففي الصف الثامن، كان زملاؤها في الفصل يطلقون صيحات الاستهجان ضدها، ويتعرضون للوصم والتمييز.
وبعد ذلك، التحقت جيرالدين بقسم برايل في مدرسة مارشال الثانوية. أصبحت مهتمة بالكتابة والتحدث أمام الجمهور. حصلت على عدة جوائز لقصصها القصيرة. قررت تغيير اسمها من "جيري" إلى "جيري" لأنها أرادت أن يبدو فرنسيًا. أما بالنسبة للبصر، فقد فقدت جيري قدرتها على السمع تدريجيا. ولذلك، كان عليها أن تتعلم أسلوبًا جديدًا للتواصل: الأبجدية بيد واحدة، وانضمت إلى برنامج أكاديمي خاص في غرفة برايل. ولكن هذا الوضع لم يمنعها من تحسين مهاراتها الكتابية. فازت بمسابقة الكتابة في شيكاغو بعد تقديم قصتها القصيرة "هدية". كتبت أيضًا رواية بعنوان طفل متأرجح الإبرة.

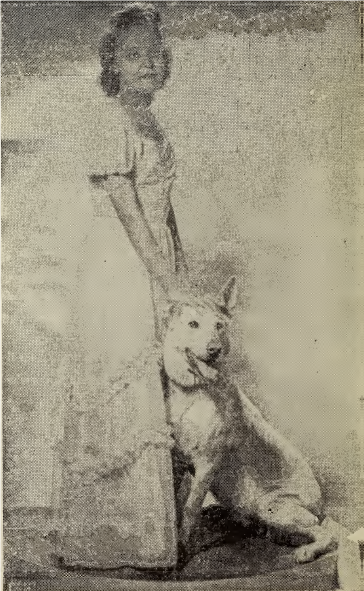
جيرالدين لوهورن وكلبها بلوندي قبل عام 1954

تخرجت جيرالدين مع مرتبة الشرف من المدرسة الثانوية. ومع ذلك، لم تكن لديها خطط لمواصلة تعليمها. حصلت على منحة دراسية من جمعية ألفا كابا ألفا النسائية وقررت الالتحاق بدورة مراسلات في كتابة القصة القصيرة تقدمها جامعة كولومبيا. قام معهد هادلي للمكفوفين وضعاف البصر بتوفير المواد المكتوبة بطريقة برايل لهذه الدورة. في ذلك الوقت، أجرت منظمة الشباب الكاثوليكية تجربة لمعرفة ما إذا كانت الكلاب قادرة على قيادة الأشخاص المكفوفين. تطوّع جيري للمشاركة وحصل على كلب اسمه بلوندي. وبعد بضعة أشهر، تمكنت من الاحتفاظ به معها.
في سن التاسعة عشر، فقدت جيري سمعها تمامًا. وقد نسب الأطباء هذا الإعاقة إلى مرض الحصبة الذي أصيبت به عندما بلغت الخامسة من عمرها. لقد كان موقفًا مؤلمًا عاطفيًا. ومع ذلك، لم تظل جيري خاملة؛ بل أصبحت بدلاً من ذلك منخرطة في العديد من الأنشطة. حضرت الاجتماعات الشهرية لدائرة زمالة المكفوفين، حيث اكتشفت أداء الدراما وبدأت في كتابة المسرحيات لبرامج الزمالة. قدمت الشابة أول عرض مسرحي كامل لها في 2 مايو 1940، في كلية بورو.
كانت جيرالدين ترغب في الالتحاق بالجامعة ولكن تم رفض العديد من المنح الدراسية لها بسبب إعاقتها. قررت تطوير مهاراتها الفنية بدلا من ذلك. حصلت على منحة من لجنة المنح الدراسية في سبرينغفيلد لتلقي دروس خصوصية في الفنون المسرحية. وهكذا، حضرت قسم الدراما في كلية شيكاغو للبيانو ثلاثة أيام في الأسبوع. قامت بيسي هندرسون، رئيسة قسم الدراما في المدرسة وخريجة جامعة نورث وسترن، بتدريس الكتابة الإبداعية، والإلقاء، والتحدث أمام الجمهور، والتمثيل. وكانت جيرالدين تتلقى أيضًا دروسًا موسيقية مرة واحدة في الأسبوع. كان الأمر صعبًا لأنها لم تستطع سماع البيانو، لكنها ذكرت أنها شعرت باهتزازاته.
في عام 1942، تم قبول جيرالدين في المعهد الأمريكي للموسيقى في شيكاغو، حيث درست لمدة أربع سنوات. قدمت مونولوجات في برامج المنظمات الخدمية المتحدة. كما تطوعت في قسم الخياطة التابع للصليب الأحمر وحصلت على ميدالية لتفانيها. اختارت جمعية خدمة المكفوفين جيري للاختبار في برنامج ساعة روبن للهواة على إحدى محطات شيكاغو الرائدة. لم تفز بالجائزة ولكنها أصبحت مشهورة. ظهرت في برامج تلفزيونية مثل شخص يجب أن تعرفه، وعرض فيل دوناهو، و صدق أو لا تصدق ريبلي.

### الحياة الشخصية والانقطاع الفني
في حفل عيد ميلادها الخامس والعشرين، التقت جيرالدين بهاب، صديق شقيقها. عندما تزوجت من هاب، توقفت عن أنشطتها الفنية لرعاية أسرتها على الرغم من معارضة والدتها. في عام 1944، تم الطلاق بين جيرالدين وهاب، بعد ستة أشهر من الانفصال الجسدي. وأشارت إلى أن عدم التواصل أدى إلى تدمير زواجهما. اعتقد جيري لاحقًا أن الزواج كان خطأً. ولم تتزوج مرة أخرى.

### مدينة نيويورك وسنوات العرض الفردي (1946-1966)
في عام 1946، غادرت جيرالدين ووالدتها شيكاغو إلى مدينة نيويورك وسط حالة من القلق والإثارة. استقروا في كوينز، في منزل فرانك ويلسون، وهو ممثل برودواي يلعب دور البطولة في فيلم Watch on the Rhine والمعروف بمساعدة المواهب الشابة في العثور على النجاح. وكان من المفترض أن ينضم إليهم بلوندي بعد ذلك. ومع ذلك، علمت جيرالدين عن طريق برقية أن كلبها مات بسبب نزيف في المخ. لقد كانت حزينة ومكتئبة لفترة طويلة. أعطى ويلسون جيرالدين فرصًا للأداء على المسرح. كان أول أداء لها في مدينة نيويورك في كنيسته وكان أداءها الثاني في قاعة كارنيجي للحفلات الموسيقية. كما التقت خلف الكواليس بالممثلين إيزيو بينزا وماري مارتن وجوانيتا هول بعد حضور عرض جنوب المحيط الهادئ. كان من المفترض أن تبقى جيرالدين ووالدتها في المدينة لمدة صيف واحد فقط، لكن شهرتها المتزايدة أجبرتهما على البقاء لمدة عامين مع ويلسون.
لم يكن لدى جيري مدير. وكانت هي وبيرل ووكر مسؤولتين عن مسيرتها المهنية. سمح لها الدخل من العروض بالحصول على دروس خصوصية في المسرح. كما أخذت دروسًا في الكلام للتحكم في نبرة صوتها. جمعت بيرل ووكر وفرانك ويلسون تعليقات الجمهور خلف الكواليس لمساعدة جيرالدين على تحسين نفسها. ألهمها فنانو الشوارع في نيويورك، ومحيطها، وحياتها اليومية في تقديم عروضها الفنية. كان عنوان عرض جيرالدين الفردي: القلوب المتوقعة. استأجرت جيري أمسيات في قاعة كارنيجي للحفلات الموسيقية وأهدت عروضها إلى فرانك ويلسون بعد وفاته. كانت عضوًا في فرقة فرقة كورال سماوية للمكفوفين، التي قدمت حفلتين موسيقيتين في معرض نيويورك العالمي في عام 1964. كانت هي مقدمة الحفل خلال هذه الحفلات. وكان من بين أنشطتها المفضلة التسوق وحضور عروض برودواي مع والدتها. في وقت عيد الميلاد، اعتادت كلتا المرأتين زيارة مركز روكفلر وقاعة راديو سيتي للموسيقى.
في عام 1948، بعد زواج ويلسون، غادرت جيرالدين ووالدتها منزله. لأنهم لم يرغبوا في مغادرة المدينة، فقد خاضوا عملية البحث عن شقة محفوفة بالمخاطر. لقد تقدموا بطلب إلى هيئة الإسكان، ووجدوا شقة في لونغ آيلاند سيتي. بالنسبة للانتقال، تلقت جيرالدين ووالدتها المساعدة من جيرانهم السابقين، الذين عرضوا عليهم الأثاث، بما في ذلك البيانو. حصلت كلتا المرأتين على مخصصات شهرية من عائلتهما في شيكاغو. شارك جيري في العديد من الأنشطة المدنية. انضمت إلى برنامج للبالغين ذوي الإعاقة، حيث تعلمت السباحة، والبولينج، والسيراميك، والتمارين الرياضية، والرقص الاجتماعي، مثل الرومبا، والمامبو، والتانجو، والباسو دوبل. أخذت دروسًا في العزف على البيانو قدمتها الجمعية وتعلمت قراءة تدوين الموسيقى بطريقة برايل. فتحت لها هذه المهارات الجديدة أبواب كلية نيويورك للموسيقى حيث درست تقنيات البيانو.
بحلول هذا الوقت، لم يكن هناك سوى ثلاثة أشخاص من الصم والبكم قد حصلوا على درجة جامعية : هيلين كيلر، وروبرت سميثداس، وريتشارد كيني، رئيس معهد هادلي الدولي للمكفوفين وضعاف البصر. بالإضافة إلى مسيرتها الفنية ودوراتها الدراسية، أرادت جيري الحصول على شهادة جامعية. ومع ذلك، أوصى مستشارها بأن تستخدم منحتها الدراسية لتحسين مهاراتها المسرحية. ولذلك، التحقت بأكاديمية براون آدامز للممثلين المحترفين، خارج برودواي. ظهرت جيرالدين في برامج تلفزيونية نهارية وفازت بالعديد من الجوائز، مثل جائزة أفضل عرض فردي من مجلة Show Business. كتبت مجلة إيبوني مقالة من ثماني صفحات عن حياتها. كان جيري أيضًا كاتب عمود في مجلات برايل وكتب قصصًا قصيرة لمجلة سكاي لارك.
في عام 1966، تمت دعوة جيرالدين إلى الذكرى المئوية لميلاد آن سوليفان، مدربة هيلين كيلر. قامت مدرسة بيركنز للمكفوفين والدار الصناعية للمكفوفين برعاية الاحتفال بالذكرى المئوية في كاتدرائية واشنطن الوطنية. في هذه الليلة، حصل ثمانية بالغين من الصم والبكم، من بينهم جيرالدين لوهورن وريتشارد كيني، على الميدالية الذهبية آن سوليفان. خلال الحدث، دعا كيني جيرالدين لتصبح مدربة في مدرسة هادلي لدورة مراسلات جديدة. ولم تعط جوابا بعد تلقيها خطاب الدعوة للمدرسة. لقد شعرت بالحيرة والارتباك. من ناحية أخرى، لم تكن ترغب في التخلي عن مسيرتها المهنية، وشعرت وكأنها جزء من مجتمع مدينة نيويورك. ومن ناحية أخرى، كانت تشعر بالقلق بشأن والدتها التي أصبحت مؤخرًا في السادسة والسبعين من عمرها وتحتاج إلى التقاعد بالقرب من عائلتها. وافقت أخيرًا على اقتراح التدريس.

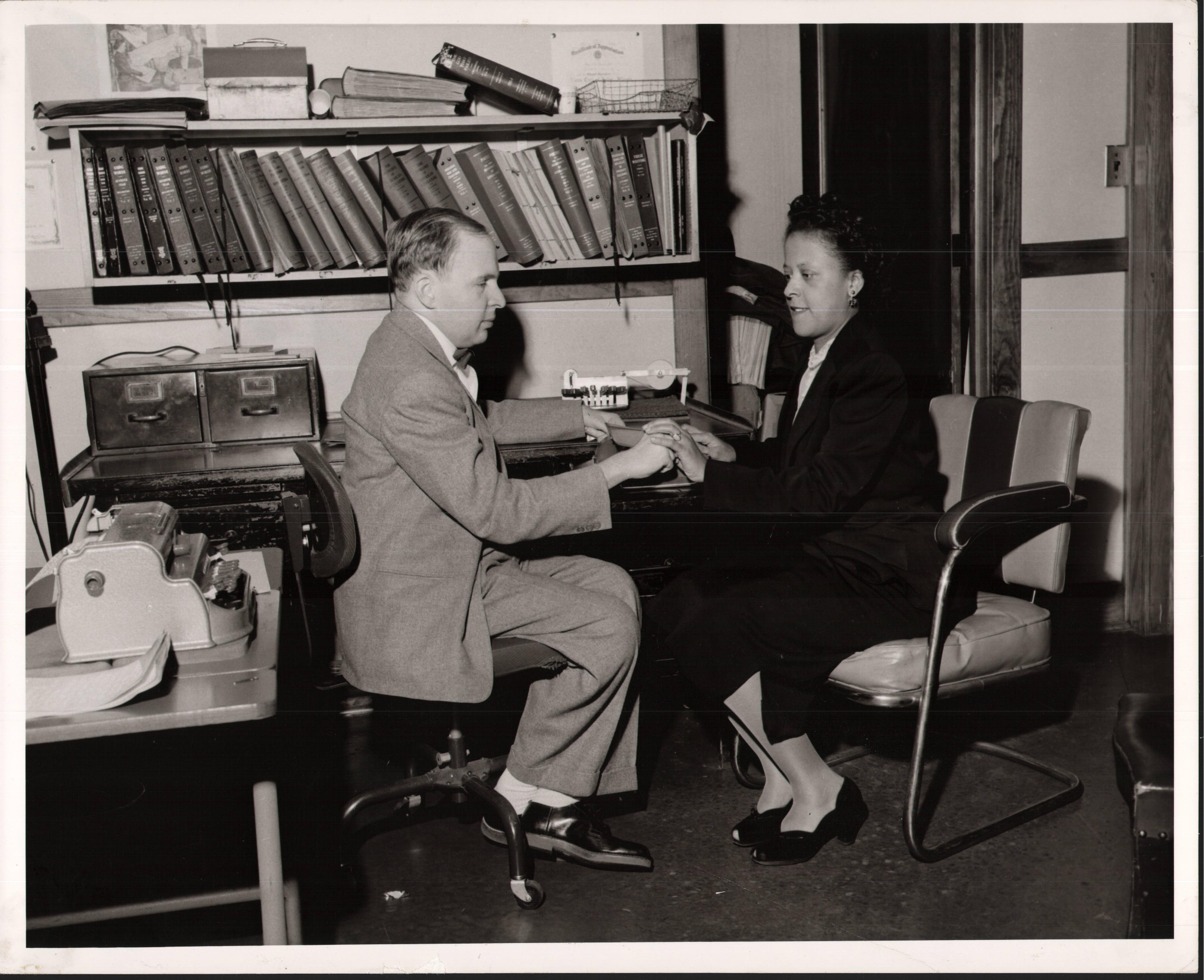
جيرالدين لوهورن وريتشارد كيني يوقعان

### العودة إلى شيكاغو
في عام 1967، عادت بيرل ووكر وابنتها إلى شيكاغو، حيث أكدت مدرسة هادلي توظيف جيرالدين. ولم تبدأ منصبها على الفور. في الواقع، شاركت في برنامج تدريبي، قدمه برنامج آن سوليفان مايسي، المعروف اليوم باسم مركز هيلين كيلر الوطني للشباب والبالغين الصم والمكفوفين، في جامايكا، نيويورك. وبعد ذلك، بدأت بتدريس دورتين بالمراسلة: "الحياة المستقلة لمن فقدوا البصر أو السمع" و"كتابة الشعر". كانت دورات الشعر مجانية، وقد سجل أربعة وعشرون طالبًا.
حضرت جيرالدين أحيانًا اجتماعات الموظفين والمؤتمرات في وينيتكا. أصبح جيرالدين وريتشارد كيني صديقين حميمين، وكان مصدر إلهام لهم. لم تتوقف ظهورات جيرالدين على المسرح الواحد بعد أن أصبحت مدربة. استمرت في تقديم العروض التقديمية في نوادي الخدمة والمؤتمرات والندوات. كانت المتحدثة الرئيسية في المؤتمر الدولي الثاني لجمعية تعليم وتأهيل المكفوفين وضعاف البصر في فندق مركز ماكورميك في شيكاغو.
بعد أقل من عامين من استقرارهم في شيكاغو، أصيبت بيرل ووكر بسكتة دماغية وظلت في المستشفى لمدة ثلاثين يومًا. أدى الهجوم إلى إصابتها بالشلل في الجانب الأيسر. كان عليها الخضوع لأشهر من إعادة التأهيل، والتي كانت تتكون من تمارين علاجية بمساعدة الممرضة خمس مرات في الأسبوع. لقد قدمت عائلة جيرالدين الدعم لها خلال هذه المرحلة. استخدمت جيرالدين جهاز فيبراليرت والكلام اللمسي للتواصل مع والدتها. قامت هي وشقيقة زوجها، هيلين لوهورن، بتنظيم حفل عيد ميلاد بيرل الحادي والثمانين. لكن في عام 1972، أصيبت بيرل بسكتة دماغية أخرى، وتوفيت في 11 أكتوبر/تشرين الأول 1972. بعد وفاة والدتها، بدأت جيرالدين في استخدام معدات جديدة لتكون أكثر استقلالية: ملحق الهاتف كود كوم للصم المكفوفين، وجهاز سيجنال ماستر الذي ينشط الأجهزة الكهربائية عندما يرن الهاتف، وجهاز أوبتاكون الذي قدمته مدرسة هادلي لقراءة مواد الطباعة بالحبر.

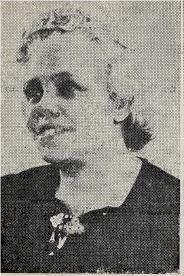
بيرل ووكر، والدة جيرالدين لوهورن قبل عام 1954

علاوة على ذلك، ظلت جيرالدين نشطة للغاية. حضرت مؤتمر الجمعية الأمريكية للصم والمكفوفين في جامعة واشنطن، إلى جانب 175 شخصًا أصمًا ومكفوفين آخرين. كانت حاضرة في حفل عيد ميلاد هيلين كيلر الثمانين الذي نظمته دار الصناعة للمكفوفين في بروكلين. ذهبت إلى عيد ميلاد هيلين كيلر المائة في 27 يونيو 1980، في مؤتمر هيلين كيلر المئوي في بوسطن، ماساتشوستس. عملت جيرالدين أيضًا مع كبار السن وأسر الصم والبكم، وكانت داعمة للغاية.

### شهادة جامعية
كان الحصول على شهادة جامعية تحديًا كبيرًا بالنسبة لجيرالدين، وكانت مصممة على تحقيق ذلك. ومن خلال صديق لها، علمت ببرنامج الجامعة بلا جدران الذي تقدمه العديد من الكليات. تقدمت بطلب إلى هذا البرنامج وتم قبولها في جامعة نورث إيسترن إلينوي.
في 23 مارس 1983، قدمت جيرالدين ملخصها السردي أمام اللجنة واجتازت امتحاناتها. حصلت على درجة البكالوريوس في إعادة تأهيل البالغين الصم والبكم من جامعة نورث إيسترن إلينوي. أقيم حفل التخرج في 12 يونيو 1983، وقامت ثلاث قنوات تلفزيونية بتصويره. وهكذا، أصبحت جيرالدين في سن 67 أول شخص أمريكي من أصل أفريقي أصم وأعمى يتخرج من الكلية. وأصبحت أيضًا الشخص السادس الأصم الكفيف في الولايات المتحدة الذي يحقق هذا الإنجاز.
وبعد ثلاثة أيام، سافرت الخريجة الجديدة مع صديق إلى مدينة نيويورك، حيث أجرى ديفيد هارتمان مقابلة معها في برنامج صباح الخير يا أمريكا التلفزيوني الوطني. في 17 يونيو 1983، تلقت جيرالدين رسالة من الرئيس ريغان يهنئها فيها على حصولها على شهادتها. بعد ذلك، استشهد زيج زيجلار بجيرالدين باعتبارها نموذجًا للمثابرة في كتابه خطوات إلى القمة، الذي نُشر عام 1985. واصلت جيرالدين نشاطها في مجتمع الصم والبكم. شجعت الصم المكفوفين على عدم الاستسلام أبدًا و"الاستمرار في المحاولة". في عام 1991، كتبت الآنسة لوهورن سيرتها الذاتية بعنوان " على طرق مختلفة". لقد أيدت أن الناس لديهم نفس الأهداف ولكنهم اتخذوا طرقًا مختلفة.

### السنوات الأخيرة
في العقد الأول من القرن الحادي والعشرين، سافرت جيرالدين في جميع أنحاء الولايات المتحدة لتثقيف الناس حول كيفية تعليم الأشخاص الصم المكفوفين. كانت تعيش بمفردها في شقتها بالجانب الجنوبي وكانت تستخدم يوميًا الكثير من المعدات مثل أدوات الطبخ المكتوبة بطريقة برايل. تمنت لو كانت قادرة على القيادة وأن تكون أكثر نشاطا في قضية الصم والبكم. ومع ذلك، ظلت ممتنة للفرصة التي أتيحت لها في الحياة وقالت: "أنا أستمتع بما أحصل عليه ولا أقلق بشأن الباقي".
استشهد سانجاي ليلا بهنسالي بالسيرة الذاتية لجيرالدين طرق مختلفة باعتبارها أحد مصادر الإلهام لفيلمه أسود، الذي صدر في عام 2005. في العام نفسه، حصلت جيرالدين على جائزة مرسيدس مينتور السنوية التاسعة في شيكاغو.
في عام 2011، تقاعد جيري لوهورن من معهد هادلي للمكفوفين وضعاف البصر بعد 40 عامًا من التدريس. وفي العام نفسه، منحت غرفة تجارة وينيتكا-نورثفيلد جيرالدين لقب معلم العام في وينيتكا. تم تكريمها خلال حفل الغداء السنوي الخامس والثلاثين لغرفة وينيتكا-نورثفيلد في 4 مايو 2011، في دار مجتمع وينيتكا. حصلت الآنسة لوهورن على تقدير آخر في حياتها. على سبيل المثال، تم إدخالها إلى قاعة المشاهير للأشخاص ذوي الإعاقة في شيكاغو وحصلت على جائزة تحدي الحياة من مدرسة هادلي. علاوة على ذلك، كانت جيرالدين أمينة صندوق نادي البالغين الصم والمكفوفين في شيكاغو لسنوات عديدة وعملت في المجلس الاستشاري لولاية إلينوي للخدمات المقدمة للأشخاص الصم والمكفوفين تحت إشراف جيمس تومسون، حاكم إلينوي السابق.

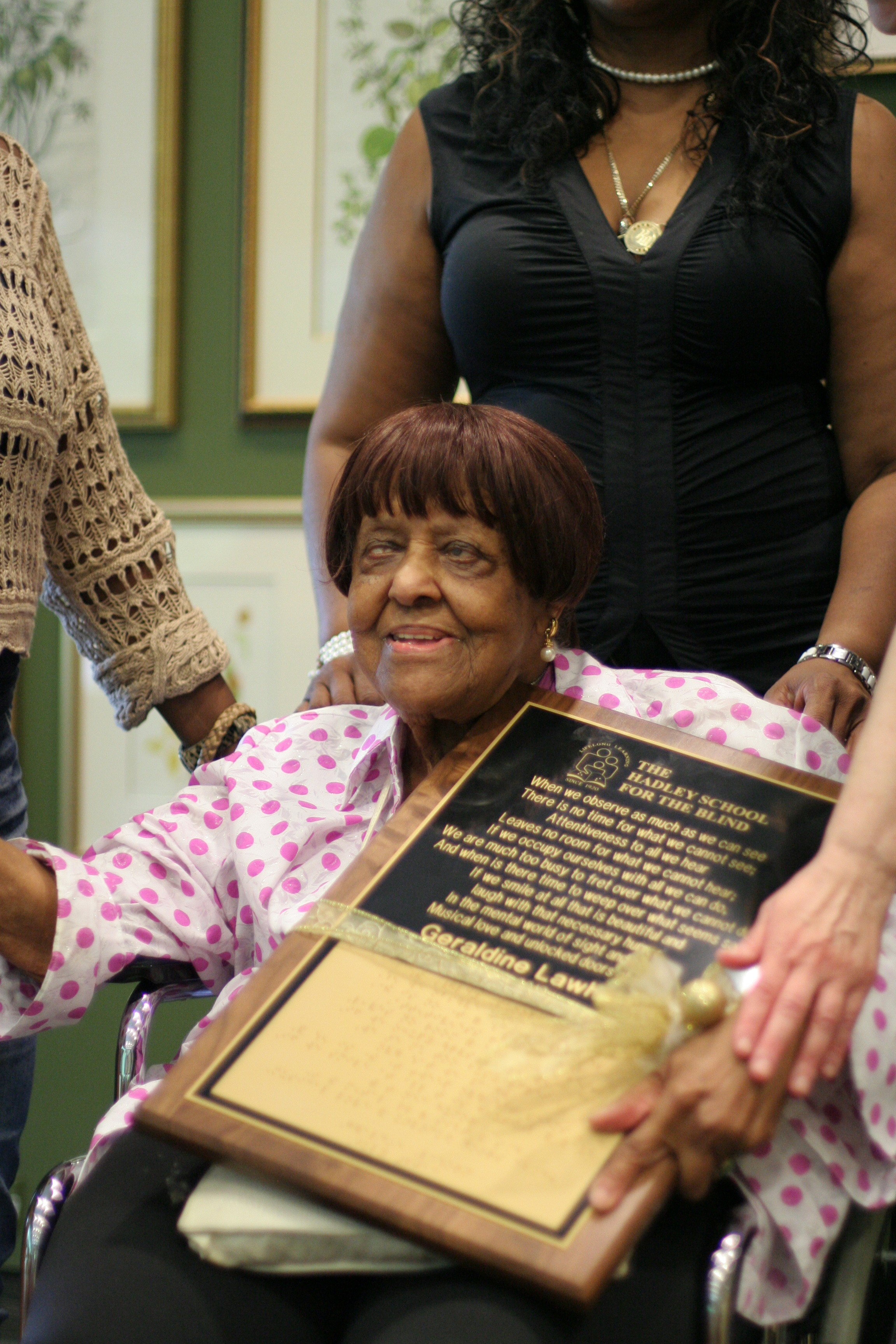
جيرالدين لوهورن تتلقى جائزة من معهد هادلي للمكفوفين وضعاف البصر. في الزاوية اليمنى العليا، مترجمتها منذ فترة طويلة شاريتا جراهام

توفيت جيرالدين لوهورن في 3 يوليو 2016، في مستشفى وايس التذكاري في الجانب الشمالي من شيكاغو. وصفها أصدقاؤها وأقاربها وطلابها بأنها امرأة منفتحة ومبهجة ومتفائلة. تركت الآنسة لوهورن كل ممتلكاتها لمعهد هادلي للمكفوفين وضعاف البصر.